# Szabó-Székely Ármin
Szabó-Székely Ármin (Eger, 1987 –) Junior Prima-díjas magyar dramaturg.

## Életpályája
A Városmajori Gimnáziumban érettségizett. 2007-2012 között a Színház- és Filmművészeti Egyetem dramaturg szakos hallgatója volt. Diplomaszerzése óta dolgozik kőszínházakban, alternatív társulatokban, kortárstánc előadásokban és nemzetközi koprodukciókban egyaránt.
2015-től a Színház- és Filmművészeti Egyetem doktori iskolájának hallgatója, 2018-ban abszolutóriumot, 2021-ben doktori fokozatot szerzett (témavezetője: Jákfalvi Magdolna). 2023-tól a Katona József Színház tagja.

## Könyvei, tanulmányai
- Zsámbéki Gábor három rendezése[7]

## Díjai és kitüntetései
- Junior Prima-díj (2017)
- Bécsy Tamás-díj (2021)